# Ben Rose House
Pour les articles homonymes, voir Ben, Rose et House.
La villa Ben Rose (Ben Rose House, en anglais) est une villa avant-gardiste  de style mouvement moderne-architecture organique, construite en 1953 par l'architecte américain James Speyer, à Highland Park dans la banlieue de Chicago dans l'Illinois aux États-Unis,,.

## Historique
James Speyer (élève de Ludwig Mies van der Rohe) s'inspire de la célèbre Farnsworth House de 1951 de Chicago, et du style architecture californienne moderne en vogue de l'époque, pour construire cette maison d'habitation personnelle de 492 m², en verre, bois, et acier, pour y aménager avec son épouse la même année.

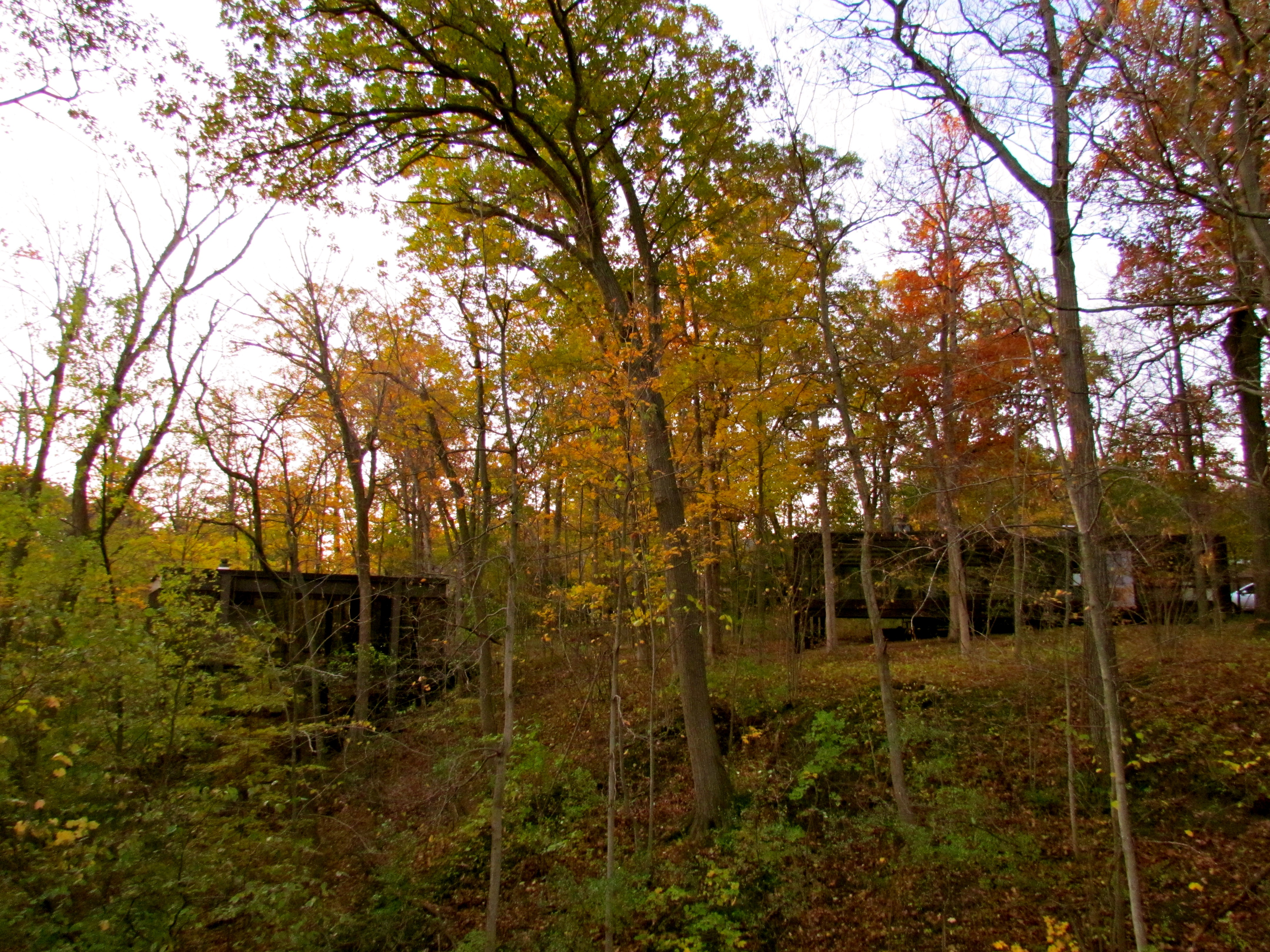
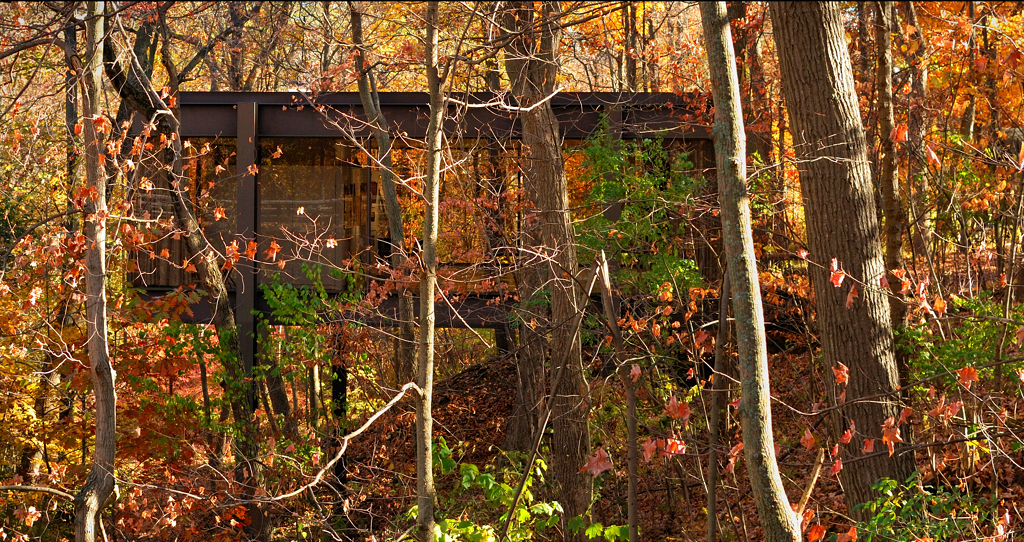

Cette maison en architecture organique est construite en immersion complète, sur pilotis d'acier, dans un environnent naturel arboré en forte déclivité de 4000 m², au bord d'un ravin profond, proche de la célèbre Robie House des années 1900, de style Prairie School de l'architecte Frank Lloyd Wright. Un pavillon-garage attenant est ajouté en 1974 par son élève David Haid. 

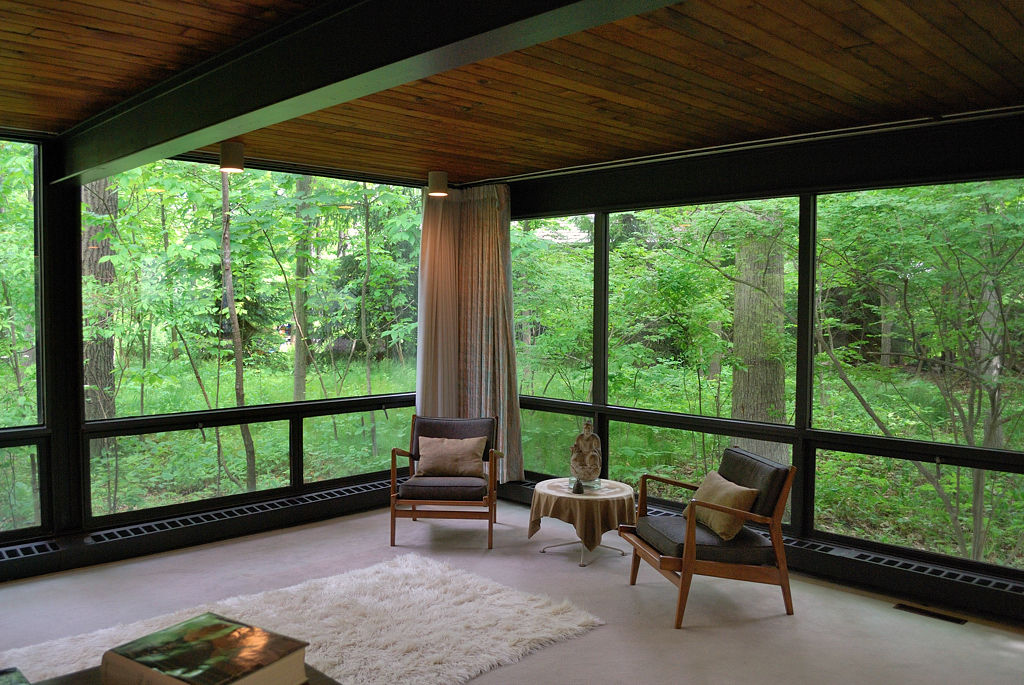
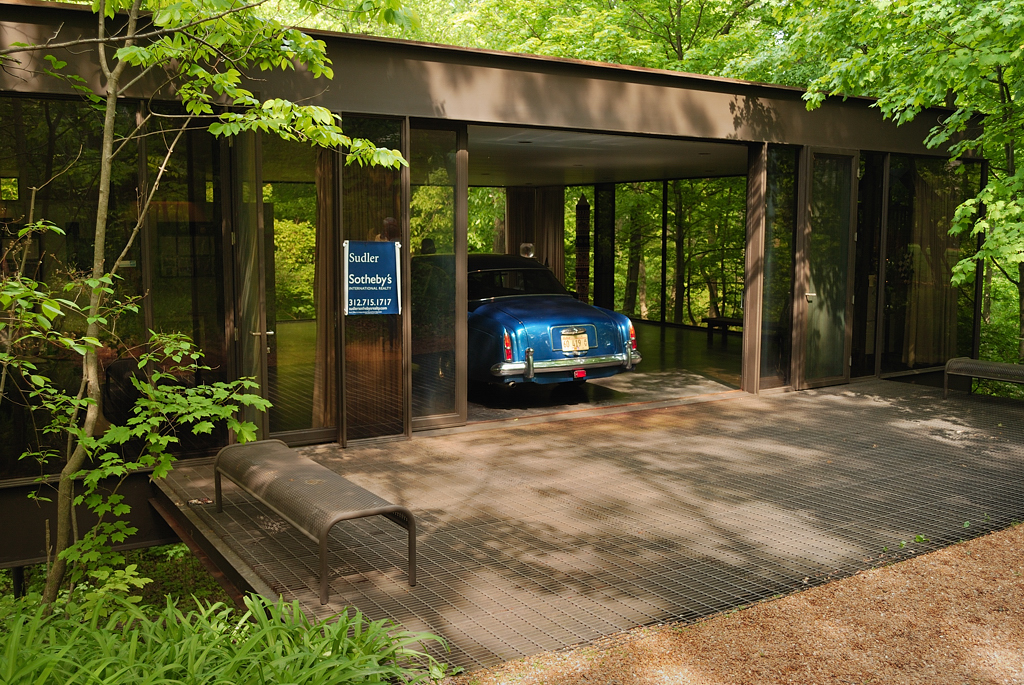

L'architecte français Jean Prouvé construit une maison d'un style similaire en 1954 avec sa maison de Jean Prouvé de Nancy en France. La maison est rebaptisée Ben Rose, à qui elle a appartenu un temps. Elle est entièrement rénovée, avec 4 chambres et 3 salles de bains, et vendue 1 million de dollars dans les années 2010,.

## Cinéma
- 1986 : La Folle Journée de Ferris Bueller, de John Hughes.